# Laureano Atlas

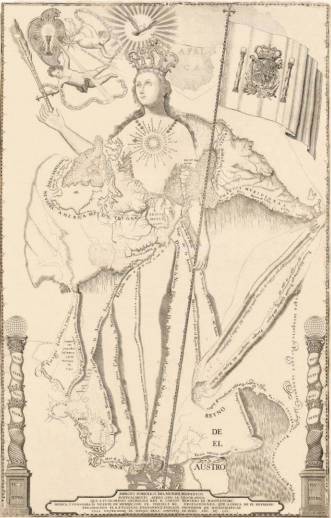
Aspecto Symbolico del Mundo Hispánico, grabado calcográfico. 1761.

Laureano Atlas (ft., 1743-1773) fue un grabador calcográfico filipino.

## Obra
Vinculado en sus primeros trabajos a la imprenta que mantenían los franciscanos de Filipinas en el convento de Nuestra Señora de Loreto en Sampaloc, extramuros de Manila, su primera obra conocida es el retrato del arzobispo Juan Ángel Rodríguez que ilustraba la biografía del prelado publicada con el título El Moyses verdadero por Esteban de Roxas y Melo en 1743. Un año posterior es la de mayor valor artístico de sus composiciones: la que representa la crucifixión de los primeros mártires de Japón, un grupo formado por veintitrés religiosos franciscanos y japoneses conversos, entre ellos tres niños, crucificados y alanceados en 1597, estampa publicada como ilustración de la tercera parte de la obra de Juan Francisco de San Antonio: Chronicas de la apostólica provincia de S. Gregorio de religiosos descalzos de N.S.P.S. Francisco en las Islas Philipinas, China, Japón, &c. 
Suya es también la imagen de la Virgen de la Rosa recogida en la Historia de la Provincia de Filipinas de la Compañía de Jesús escrita por el padre Pedro Murillo Velarde, impresa en Manila en la Imprenta de la Compañía de Jesús en 1749, y para la misma obra proporcionó probablemente el dibujo de la Virgen del Buen Viaje que grabó Felipe de Sevilla. De 1752, editada en Madrid en la imprenta de Domingo Fernández de Arrojo, es la obra del dominico Juan Navamuel, Cueba de Santo Domingo en Segovia [...] y frutos cogidos por sus méritos y en especial por los de la sangre que derramó en ella, ya en los nuevos martyres de Tunkin [...] y de la Provincia del Santísimo Rosario de Philipinas, con los retratos de fray Mateo Alonso de Leciniana y otros cuatro mártires dominicos firmados por el indio Laureano Atlas.
Para la Adición a la Ordenanza de marina del gobernador general Pedro Manuel de Arandía, 1757, grabó los planos de los puertos de Cagayán y Sisirán. De otro orden es su obra más célebre y compleja: el Aspecto Symbólico del Mundo Hispánico que ilustra las “Theses Mathemáticas de Cosmographia, Geographia y Hydrographia en que el globo terráqueo se contempla por respecto al mundo hispánico” de Vicente de Memije, Manila, 1761, tesis presentada en la Real y Pontificia Universidad de la Compañía de Jesús en la que defendía una nueva ruta a las islas Filipinas. La estampa abierta por Atlas, probablemente por dibujo del propio Memije, se inscribe en el género de la cartografía simbólica, donde, según explicaba su inventor, España es

la cabeza coronada de sus nobilisimos Reynos: el cuerpo el Mar del Norte; el vientre, el Seno Mexicano; el purpureo Manto Real las dos Américas; el Mar Pacífico es la amplissima ropa talar, hasta los Archipiélagos del Asia; y los pies son estas Islas Philipinas. Es el joyel de su pecho la Rosa de los vientos, con que por todos rumbos navegan nuestras Flotas, y Armadas, como dueñas de los mayores Thesoros del Orbe de la Tierra; son los Derroteros del Mar del Sur los pliegues de la ropa talar, señalados con sombras de líneas, que muestran los vientos dominantes: Y sirven a todo de complemento los Letreros precisos a la perfección, que puede admitir este tosco diseño de la presente idea […] Y todo esto sin mudar, ni mover nada de lo dicho de su verdadera conocida situación.

De 1762 es el dibujo a pluma del túmulo funerario alzado en la iglesia de San Nicolás de Manila por las exequias de María Amalia de Sajonia (Archivo General de Indias) del que probablemente no llegase a abrirse la plancha. Nada más se sabe hasta 1771, cuando se publicó la última de sus estampas conocida, la imagen de San Francisco de Asís recogida en el Epítome de la vida del santo del padre Antonio Bozal.
Otros dos grabadores filipinos llevan el apellido Atlas: Jerónimo y Vicente Antonio, activo ya en la primera mitad del siglo XIX, aunque no se ha podido establecer parentesco entre ellos.